# Excellence Canada
Excellence Canada ist ein nicht profitorientiertes Unternehmen mit Sitz in Toronto, Kanada. Sie wurde 1992 von „Industry Canada“ als „National Quality Institute“ (engl. „Nationales Qualitäts-Institut“) in Ottawa gegründet. 2011 wurde das Institut in „Excellence Canada“ umbenannt.
Die Organisation hat sich zum Ziel gemacht, die Qualitätsstandards in Kanada weiterzuentwickeln, gute Standards beizubehalten und Unternehmen und Einrichtungen zu unterstützen und sie im Falle einer fortschrittlichen Arbeit durch Zertifikate auszuzeichnen. Unter der Schirmherrschaft der Generalgouverneurin von Kanada (Julie Payette) ist Excellence Canada auch Verwalter und Jury der „Canada Awards for Excellence“.

## Geschichte und Entwicklung
1992 wurde das „National Quality Institute (NQI)“ von der kanadischen Regierungsabteilung „Industry Canada“ gegründet.
Gemeinsam mit „Industry Canada“ und kanadischen Experten für Qualität und Qualitätssicherung setzte das NQI Rahmenbedingungen und Prinzipien für eine, aus dessen Sicht, exzellente Geschäftsführung fest. Diese Richtlinien sind zusammengefasst als „Canadian Framework for Business Excellence“. Außerdem wurde das „Canadian Business Excellence Award“-Programm mit Unterstützung der Regierung eingeführt.
Nachdem die finanzielle Unterstützung der kanadischen Regierung im Jahre 1997 beendet wurde, entwickelte die Organisation einen Plan zur Selbstfinanzierung und setzte ihre Tätigkeiten als unabhängige und gemeinnützige Organisation fort. Ein Teil ihres Plans zur Selbstfinanzierung war die Einführung einer Mitgliedschaft  für Unternehmen und Privatpersonen, die jährlich einen gewissen Betrag bezahlen und im Gegenzug Zugang zu allen Programmen der NQI erhalten.
1998 verlagerte sich der Standort des Instituts von Ottawa nach Toronto.
Das NQI begann den Ausbau weiterer Programmbereiche. So führten sie unter anderem weitere bzw. überarbeitete Richtlinien zur Qualitätssicherung ein und beschäftigten sich mit den Themen „gesunder“ Arbeitsplatz („Healthy Workplace“) und psychische Gesundheit („Mental Health at Work“).
2011 erhielt das NQI seinen heutigen Namen „Excellence Canada“.

## Grundgedanken und Werte
Excellence Canada fungiert als nicht-profitorientierte Verbindung zwischen Regierung und führenden Organisationen des privaten Sektors. Unterstützt wird die Organisation unter anderem durch Mitglieder aus dem privaten, öffentlichen, Gesundheits-, Bildungs- und nicht-profitorientierten Sektor.

Aufgabe der Organisation ist das Verbessern organisatorischer Leistung und Qualitätsmanagement, ebenso wie das Anerkennen guter Leistung. Entwicklungsschwerpunkte der Einrichtung sind Qualität, gesunder Arbeitsplatz, Mitarbeiterführung, Kundendienst, Prozessmanagement, Organisationsqualität.
„Excellent organizations continually improve performance;
they are innovative, competitive, and customer focused;
they are healthy, inclusive, and sustainable;
and they are economically, socially, and environmentally responsible.“
Vision Statement, Excellence Canada

## Preise
Die Auszeichnungen werden an Unternehmen, Organisationen und Privatpersonen vergeben, welche durch ihre Leistung etwas zur Weiterentwicklung ihrer eigenen Projekte, sowie des kanadischen Wirtschaftssektors beitragen. Zum einen wird der „Canada Award for Excellence (CAE)“ und zum anderen der „Canadian Business Excellence Award for Private Businesses“ auf der jährlichen Excellence Canada Award Gala vergeben.

### Canada Awards for Excellence
Die Auszeichnung steht für das Einhalten der Standards und Eigeninitiative bezüglich innovativer und fortschrittlicher Ideen. Der Mäzen dieses Programmes ist David Johnston, der Gouverneur von Kanada.
Nachdem 1988 der Malcolm Baldrige National Quality Award in den USA eingeführt worden war, wuchs in Kanada die Nachfrage nach einem eigenen National Quality Award. Dieser wurde 1989 als „Canadian Business Excellence Award“ eingeführt und wurde zunächst von Industry Canada verwaltet. Excellence Canada, damals noch NQI, übernahm bei ihrer Gründung 1992 die Verwaltung.
Der Name der Auszeichnung wurde von „Canadian Business Excellence Award“ in „Canada Awards for Excellence (CAE)“ umbenannt, nachdem das Spektrum an Preisträgern erweitert wurde. Da der ursprüngliche Name zu sehr auf der Arbeit im Bereich der Geschäftswelt basierte, sollte durch den neuen Namen eine Verallgemeinerung der Arbeitsbereiche bezweckt werden.
Der CAE-Award von Excellence Canada zählt heute zu den hochangesehenen Preisen, da er zu den Five Major Awards gehört und zudem auf der Liste der National Quality Awards aufgeführt wird. Zu den Preisträgern gehören beispielsweise Toronto Transit Commission, Ricoh Canada Inc., Delta Hotels. Im Jahre 2009 erhielt auch die damalige Gouvaneurin von Canada Michaëlle Jean eine Auszeichnung, weil sie sich besonders für Frauen, für die junge Generation und für die Ureinwohner engagiert hat.

### Canadian Business Excellence Awards for Private Businesses
Diese Auszeichnung wird an klein- bis mittelgroße Unternehmen vergeben, die einer Privatperson gehören, mindestens drei Jahre bestehen und einen jährlichen Gewinn von mehr als 1 Million Dollar erzielen. Mit dem Erfüllen der genannten Voraussetzungen und dem Hervorbringen außerordentlicher Leistungen bekommt das jeweilige Unternehmen diese Auszeichnung.

## Partner und Sponsoren
Die Partner und Mitglieder von Excellence Canada sind Unternehmen, Versicherungen, Universitäten, Restaurants sowie einzelne Städte. In der Regel haben sie selbst ein CAE-Trainingsprogramm abgeschlossen und wurden entsprechend zertifiziert oder haben an Seminaren teilgenommen oder wurden mit einem der Preise ausgezeichnet.
Excellence Canada ist innerhalb Canadas sehr einflussreich, da sie auch vor allem große öffentliche Institutionen mit seinen Programmen unterstützt. Zu diesen Institutionen gehören beispielsweise die Universität Waterloo und das Ontario Ministry of Labour. Diese haben an ihren Programmen teilgenommen und wurden entsprechend zertifiziert.
Abhängig vom jährlichen Beitrag eines Partners, wird er in eine bestimmte Partnerkategorie eingeteilt. Man unterscheidet zwischen den Network Partnern (Bronze), den Builder Partnern (Bronze Plus), Premier Partnern (Silver), den Elite Partnern (Gold) und dem Governor’s Circle (Platinum).
3M Canada Company (Bronze), Alberta Health (Bronze Plus), Canadian Air Transport Security Authority (CATSA) (Silver), Peel Regional Police (Gold) und Adecco Employment Services Limited (Platinum) sind Beispiele von Firmen inklusive ihrer Partnerkategorie, die eine Mitgliedschaft bei Excellence Canada haben.
Manche Partner, meistens die Platinum-Partner, werden nach langjähriger Mitgliedschaft Sponsoren der Organisation. Aon Hewitt ist beispielsweise ein Unternehmen, das Platinum-Partner sowie Sponsor ist.
Weitere Sponsoren sind unter anderem Unternehmen wie Manulife, Sun Life Financial und Desjardins Insurance.